# Bröta en Bröthagen
Bröta en Bröthagen (Zweeds: Bröta och Bröthagen) is een småort in de gemeente Botkyrka in het landschap Södermanland en de provincie Stockholms län in Zweden. Het småort heeft 51 inwoners (2005) en een oppervlakte van 8 hectare. Eigenlijk bestaat het småort uit twee verschillende plaatsen Bröta en Bröthagen.